# Tabea
Tabea ist ein weiblicher Vorname. 

## Herkunft und Bedeutung
Der Name Tabea stammt aus alten Ausgaben der Lutherbibel. Dort wird der Name Ταβιθά Tabithá (von aramäisch טַבְיְתָא tawjətāʾ) „Gazelle“ so wiedergegeben. Aktuelle Ausgaben der Lutherbibel orientieren sich wieder an der griechischen Form und schreiben Tabita.

## Verbreitung
In Deutschland wird der Name Tabea eher selten vergeben. Im Jahr 2021 belegte er Rang 250 von 500 der beliebtesten Mädchennamen.

## Varianten
- Deutsch: Tabita, Tabitha
- Englisch: Tabitha, Tabatha, Tabby, Tibby
- Griechisch: Ταβιθά Tabithá
- Hebräisch: טָבִיתָא tāwitāʾ (NT)
- Aramäisch: טַבְיְתָא tawjətāʾ
- Syrisch: ܛܒܝܬܐ ṭəḇīṯāʾ

## Namenstag
Der Namenstag von Tabea wird am 5. Februar gefeiert.

## Namensträgerinnen
- Tabea Alt (* 2000), deutsche Kunstturnerin
- Tabea Becker (* 1970), deutsche Germanistin und Universitätsprofessorin
- Tabea Bettin (* 1982), deutsche Theater- und Filmschauspielerin
- Tabea Blumenschein (1952–2020), deutsche Schauspielerin und Autorin
- Tabea Buser (* 1993), Schweizer Film- und Theaterschauspielerin
- Tabea Heynig (* 1970), deutsche Schauspielerin
- Tabea Hilbert (* 1996), deutsche Synchronsprecherin, Hörspielsprecherin und Musikerin
- Tabea Kemme (* 1991), deutsche Fußballspielerin
- Tabea Rößner (* 1966), deutsche Politikerin
- Tabea Schendekehl (* 1998), deutsche Ruderin
- Tabea Sellner (* 1996), deutsche Fußballspielerin
- Tabea Steffen (* 1982), Schweizer Degenfechterin
- Tabea Steiner (* 1981), Schweizer Germanistin, Literaturvermittlerin und Autorin
- Tabea Vogel (* 1979), Schweizer Musikerin, Swiss-Music-Awards-Preisträgerin und Berufsfotografin
- Tabea Willemsen (* 2001), deutsche Schauspielerin
- Tabea Zimmermann (* 1966), deutsche Bratschistin
- Tabea Zimmermann Gibson (* 1970), Schweizer Politikerin (ALG).